# Бугурусланское викариатство
Бугурусла́нское викариатство — викариатство Оренбургской епархии Русской православной церкви.

## История
Названо по городу Бугуруслану (ныне Оренбургская область). Бугурусланско викариатство Самарской епархии создано в 1923 году. С 1927 года — викариатство Оренбургской епархии.
На Бугурусланское викариатстство назначались епископы, проживавшие в Бугуруслане на поселении или в ссылке. После 1937 года не замещалось.

## Епископы
- 11 августа — конец 1923 — Алексий (Орлов)  уклонился в обновленчество
- 1926—1928 — Герман (Кокель) до 1926 — в/у
- 24 января 1929 — 1930 — Герман (Вейнберг)
- 1-я половина 1930 — Иоанн (Троянский)  вскоре назначение было отменено
- 15 июля — 15 декабря 1930 — Ириней (Шульмин)
- 19 февраля — 10 мая 1931 — Мефодий (Сидоров—Абрамкин)
- 16 сентября 1931 — лето 1933 — Ираклий (Попов)
- 2 июля 1933 — 10 мая 1934 — Артемон (Евстратов)
- 30 сентябрь 1935 — ноябрь 1936 — Ираклий (Попов)  2-й раз
- 30 ноября — 20 декабря 1936 — Андрей (Солнцев)
- 21 января — 22 февраля 1937 — Ираклий (Попов)  3-й раз